# Antonius Colenbrander
Antonius Colenbrander   (Jatinegara, 3 de maig de 1889 - Arnhem, 24 de setembre de 1929) va ser un genet neerlandès que va competir durant la dècada de 1920 i que va disputar dues edicions dels Jocs Olímpics.
El 1924, als Jocs de París, disputà dues proves del programa d'hípica. Va guanyar la medalla d'or en el Concurs complet per equips, amb el cavall King of Hearts, mentre en la prova individual fou vint-i-cinquè. Quatre anys més tard, als Jocs Amsterdam, disputà dues proves del programa d'hípica, sent la desena posició en la prova dels salts d'obstacles per equips el millor resultat.